# Nidzica (công xã)
Gmina Nidzica là một vùng Gmina đô thị-nông thôn (công xã) ở Nidzica, Warmian-Masurian Voivodeship, ở miền bắc Ba Lan. Khu vực hành chính của nó là Nidzica, nằm cách khoảng 48 kilômét (30 mi) về phía nam thủ đô khu vực Olsztyn.
Gmina có diện tích 378,88 kilômét vuông (146,3 dặm vuông Anh), và tính đến năm 2006, tổng dân số của nó là 21.485 (trong đó dân số của Nidzica lên tới 14.761, và dân số của vùng nông thôn của Gmina là 6.724).

## Làng
Ngoài trung tâm Nidzica, Gmina Nidzica chứa các làng và các khu định cư của Bartoszki, Bolejny, Borowy Mlýn, Brzezno Łyńskie, Bujaki, Dobrzyn, Frąknowo, Grzegórzki, Jablonka, Kalkownia, Kamionka, Kanigowo, Koniuszyn, Łączki, Leśne Pólko, Leśne Śliwki, Likusy, Litwinki, Lyna, Łyński Mlýn, Łysakowo, Magdaleniec, Moczysko, Módłki, Mogiłowo, Napiwoda, Natać Mala, Natać Wielka, Nibork Drugi, Olszewko, Olszewo, Orłowo, Parowa, Pawliki, Piątki, Piotrowice, Rączki, Radomin, Robaczewo, Rozdroże, Siemiątki, Szerokopaś, Tatary, Waly, Waszulki, Waszulki-Kolonia, Wietrzychówko, Wietrzychowo, Wikno, Wolisko, Wolka Orłowska, Zagrzewo, Załuski, Żelazno và Zimna Woda.

## Gmina lân cận
Gmina Nidzica giáp với các Gmina của Janowiec Kościelny, Janowo, Jedwabno, Kozłowo và Olsztynek.